# Église Saint-Vincent-de-Paul de Nancy
Pour les articles homonymes, voir Église Saint-Vincent-de-Paul.
L'église Saint-Vincent-de-Paul  est une église de style néo-classique bâtie à Nancy au XXe siècle, et dédiée à Saint Vincent de Paul.

## Situation

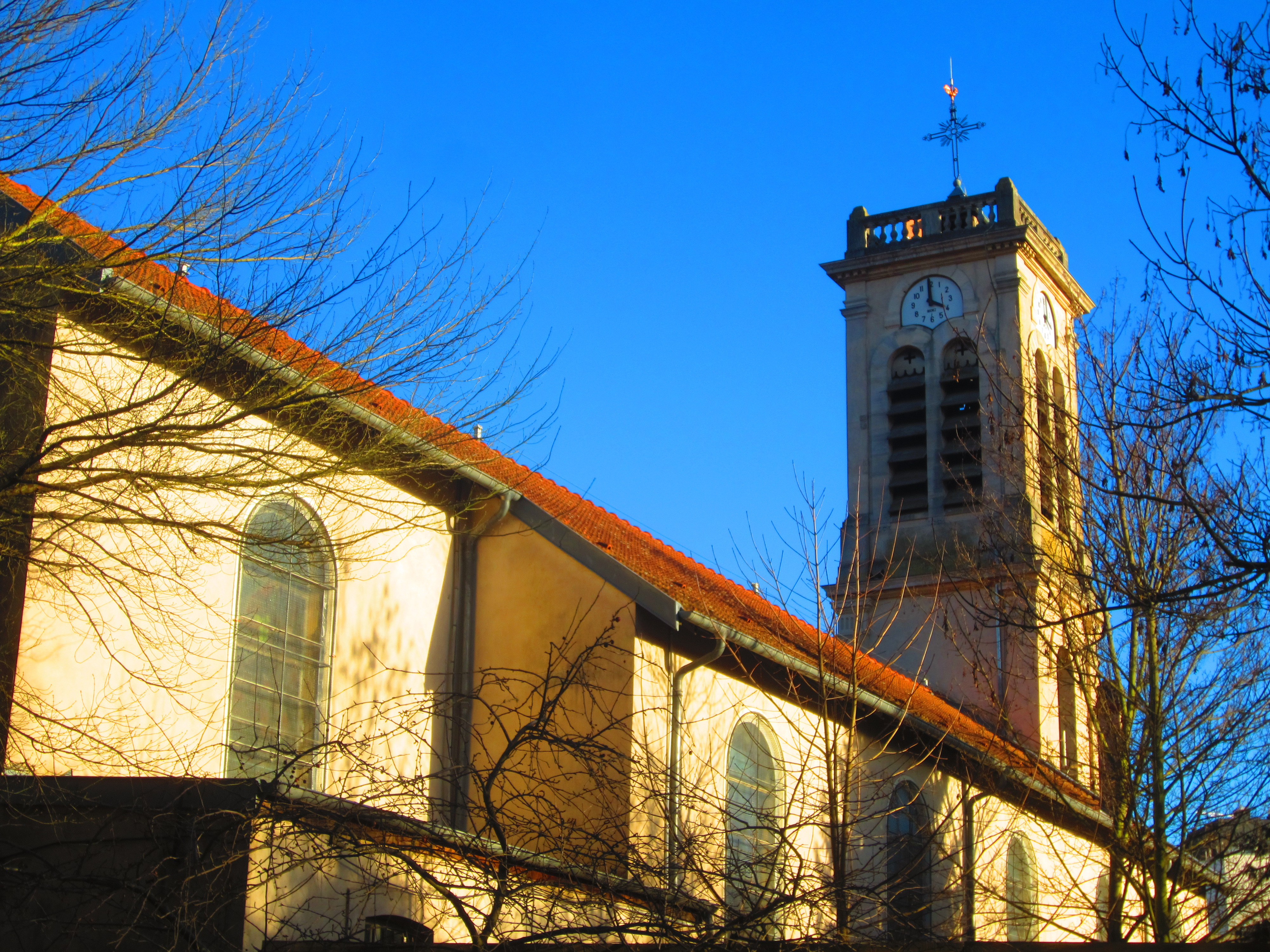
Église Saint-Vincent-de-Paul.

L'église se situe 11, rue Docteur-Grandjean.

## Histoire
Elle a été construite en 1908.

## Mobilier

### Les cloches
Les cloches ont été fondues en 1908 par Jules Robert à Porrentruy (Suisse). 
- Cloche 1 : Camille-Maurice-Rosette, diamètre : 1,02 m.
- Cloche 2 : Hélène-Augusta, diamètre : 0,92 m.
- Cloche 3 : Emmanuelle-Henriette, diamètre : 0,82 m.